# José Hernández Arancibia
José Hernández Arancibia ist ein ehemaliger kubanischer Radrennfahrer.

## Sportliche Laufbahn
Bei den Zentralamerika- und Karibikspielen 1982 gewann er gemeinsam mit Eduardo Alonso, Alfonso Roberto Rodriguez und Orestes Mora die Goldmedaille im Mannschaftszeitfahren. In der Vuelta al Táchira 1982 holte er einen Etappensieg. 1983 wurde er beim Gesamtsieg von Olaf Jentzsch Vierter der Kuba-Rundfahrt. 1984 gewann er eine Etappe der Kuba-Rundfahrt.